# Бонні Басслер
Бонні Басслер (англ. Bonnie Lynn Bassler, нар. 1962, Чикаго, США) — американський молекулярний біолог, що відкрила відчуття кворуму у бактерій

## Біографія
Закінчила з відзнакою Каліфорнійський університет в Дейвісі (бакалавр біохімії, 1984) і в тому ж році була прийнята в Фі Бета Каппа. Ступінь доктора філософії по біохімії отримала в Університеті Джонса Гопкінса в 1990 році під керівництвом Saul Roseman. Потім в 1990 — 1994 рік постдок в лабораторії Майкла Сильвермана (Michael Silverman) і дослідник — в Agouron Institute в Каліфорнії. З 1994 року викладає в Принстонському університеті: асистент-професор, з 2000 року асоційований професор, з 2003 року професор кафедри молекулярної біології, іменний з 2007 року, і з 2013 року завідувачка цієї кафедри, з 2010 року також асоціат кафедри хімії.

## Нагороди та визнання
- 2002: Стипендія Мак-Артура[7]
- 2004: член Американської асоціації сприяння розвитку науки[8]
- 2006: Eli Lilly and Company-Elanco Research Award[de]
- 2006: член Національної академії наук США
- 2007: член Американської академії мистецтв і наук[9]
- 2009: Премія Вайлі[en]
- 2011: президент Американського товариства мікробіології[en][10]
- 2011: премія Річарда Лоунсбері[en]
- 2012: Премія L’Oréal — ЮНЕСКО «Для жінок у науці»
- 2012: Іноземний член Лондонського королівського товариства
- 2012: член Американського філософського товариства[11]
- 2015: премія Шао разом з Еверетт Пітер Грінберг [12]
- 2016: Премія Макса Планка[13]
- 2016: член Національної медичної академії[en]
- 2016: Pearl Meister Greengard Prize[en]
- 2017:член Американського товариства клітинної біології[en]
- 2018: Премія Діксона[en]
- 2018: Премія Ернста Шерінга[en][14]
- 2020: Медаль Генетичного товариства Америки[en][15]
- 2020: Gruber Genetics Prize[16]
- 2021: Премія Пауля Ерліха та Людвига Дармштедтера[en][17][18]
- 2022: Премія Вольфа з хімії[19]
- 2022: Clarivate Citation Laureates[20]